# Павловский сельский совет (Васильковский район)
Павловский сельский совет (укр. Павлівська сільська рада) — входит в состав
Васильковского района
Днепропетровской области
Украины.
Административный центр сельского совета находится в
с. Павловка.

## Населённые пункты совета
- с. Павловка
- с. Аврамовка
- с. Долгое
- с. Каплистовка
- с. Кобзарь
- с. Криворожское
- пос. Крутоярка
- с. Морозовское
- с. Новогригоровка
- с. Перепелячье
- с. Самарское
- с. Червоная Долина
- с. Шевченко
- с. Шевякино
- с. Широкое

## Ликвидированные населённые пункты совета
- с. Новопетровское